# 纳特·弗兰克尔
内森·弗兰克尔（英語：Nathan Frankel，1913年11月3日—2006年3月14日），美国NBA联盟职业篮球运动员。